# کول‌دیل (کلرادو)
کول‌دیل (به انگلیسی: Coaldale) یک منطقهٔ مسکونی در ایالات متحده آمریکا است که در شهرستان فرمونت، کلرادو واقع شده‌است. کول‌دیل ۷۷٫۳ کیلومتر مربع مساحت و ۲۵۵ نفر جمعیت دارد و ۱٬۹۹۶٫۴۶ متر بالاتر از سطح دریا واقع شده‌است.